# Бевилаква
Бевилаква (итал. Bevilacqua) је насеље у Италији у округу Верона, региону Венето.
Према процени из 2011. у насељу је живело 1066 становника. Насеље се налази на надморској висини од 14 м.

## Становништво
| 1931. | 1936. | 1951. | 1961. | 1971. | 1981. | 1991. | 2001. | 2011. |
| ----- | ----- | ----- | ----- | ----- | ----- | ----- | ----- | ----- |
| 2.121 | 2.141 | 2.171 | 1.751 | 1.608 | 1.563 | 1.583 | 1.691 | 1.787 |